# 舞蹈课 (大都会艺术博物馆)
《舞蹈课》是埃德加·德加于1874年创作的一幅油画。 现收藏于大都会艺术博物馆。 
此画及其在巴黎奥赛博物馆的姊妹作品是德加以芭蕾舞为主题的最雄心勃勃的作品之一。此画描绘了著名芭蕾舞大师朱尔斯·佩罗在旧巴黎歌剧院指导授课的假想场景；该剧院实际上已于创作前一年失火被毁。剧院墙上张贴有罗西尼歌剧威廉·退尔的海报，是为了向委约创作该作品的歌剧演唱者让-巴蒂斯特·福尔致敬。 
本作现于大都会博物馆的815号展厅展出。 